# Associação Atlética Caldense
Associação Atlética Caldense, oftast enbart Caldense, är en fotbollsklubb från staden Poços de Caldas i delstaten Minas Gerais. Klubben grundades den 7 september 1925 och slogs ihop med Gambrinus Futebol Clube 1928. Caldense spelar i grönt och vitt och spelar sina hemmamatcher på Estádio Dr. Ronaldo Junqueira, eller enbart Ronaldão, som tar 20 000 personer vid fullsatt. Klubben har vunnit Campeonato Mineiro vid ett tillfälle, 2002 (per 2011). 